# Ernst Reinhard Schöggl
Ernst Reinhard Schöggl (* 1948 in Perg, Oberösterreich) ist ein österreichischer Schriftsteller.

## Leben
Ernst Reinhard Schöggl wurde 1948 in Perg geboren. Er studierte Altphilologie und Germanistik an der Universität Salzburg und unterrichtete am Bundesoberstufenrealgymnasium Perg. Er ist verheiratet mit Rosemarie Schöggl und hat zwei Töchter. Seit seinem Pensionsantritt ist er literarisch tätig.

## Mitgliedschaften
Ernst Reinhard Schöggl ist seit 2008 Mitglied beim Österreichischen P.E.N.Club, bei der Interessensgemeinschaft österreichischer Autorinnen und Autoren, bei der Autorengruppe deutschsprachiger Kriminalliteratur Syndikat, bei der AIEP/IACW (International Association of Crime Writers) und bei der Plattform österr. Krimiautorinnen.

## Werke
- Wer ist Franz? Gartenzwerge nach Trinidad, Satiren, 104 Seiten, ISBN 978-3-85252-718-5, Verlag Bibliothek der Provinz, Weitra, 2006
- Stammtisch, Betrachtungen, 78 Seiten, ISBN 3-85252-688-4, Verlag Bibliothek der Provinz, Weitra, 2005
- Das Waldhaus, Kriminalroman, 112 Seiten, ISBN 978-3-85252-791-8, Verlag Bibliothek der Provinz, Weitra, 2007
- Mit Strindberg zur Hölle, Kriminalroman, 128 Seiten, ISBN 978-3-85252-868-7, Verlag Bibliothek der Provinz, Weitra, 2008
- Wolf im Katzenpelz, Satyresken, 128 Seiten, ISBN 978-3-85252-923-3, Verlag Bibliothek der Provinz, Weitra, 2008
- Clamlinde, Kriminalroman, 132 Seiten, ISBN 978-3-85252-377-4, Verlag Bibliothek der Provinz, Weitra, 2009
- Von Mord zu Mord – durchs schaurige Mühlviertel, Kriminalgeschichten, 120 Seiten, ISBN 978-3-900000-75-2, Verlag Bibliothek der Provinz, Weitra, 2010
- Das Juvenat. Schule und Erziehung im Umbruch, autobiographisch-dokumentarischer Roman, 96 Seiten, ISBN 978-3-902416-54-4, Verlag Bibliothek der Provinz, Weitra, 2010
- Leichte Kost, Wirtshauspoesie, 48 Seiten, ISBN 978-3-99028-004-1, Verlag Bibliothek der Provinz, Weitra, 2011
- Der Strudengau, Auf Strindbergs Spuren, 120 Seiten, ISBN 978-3-99028-005-8, Verlag Bibliothek der Provinz, Weitra, 2011
- The Strudengau, In the footsteps of Strindberg, 120 Seiten, ISBN 978-3-99028-026-3, Verlag Bibliothek der Provinz, Weitra, 2011
- Wir vom Jahrgang 1948 – Kindheit und Jugend in Österreich, 64 Seiten, ISBN 978-3-8313-2648-8, Verlag Wartberg, Gudensberg, 2012
- Willibalds Leiden, 74 Seiten, ISBN 978-3-99028-167-3, Verlag Bibliothek der Provinz, Weitra, 2012
- Giftküche Mühlviertel, 112 Seiten, ISBN 978-3-99028-232-8, Verlag Bibliothek der Provinz, Weitra, 2013
- Die Sturmmühle-eine Erinnerung, 72 Seiten, ISBN 978-3-99028-280-9, Verlag Bibliothek der Provinz, Weitra, 2013

## Theaterstücke
- Tod in der Kältekammer, Kriminalstück. Uraufführung im Lebensquell Bad Zell, November 2011
- Mit Strindberg zur Hölle, Kriminaldrama nach dem gleichnamigen Roman (2008)
- Der letzte Aufguss, Kriminalstück. Uraufführung im Lebensquell Bad Zell, Februar 2013
- Murder in the Sauna, engl. Version von „Der letzte Aufguss“ (2013)
- Traummänner, Kriminalgroteske (2013)
- Redrum-Mord synchron, Kriminalstück (2013)